# 투구 (야구)

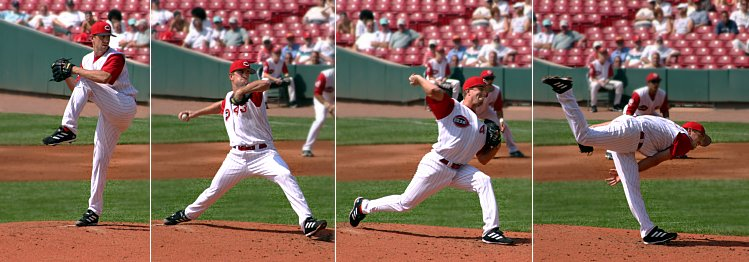

투구(投球)는 야구, 소프트볼에서 투수가 타자와 대결하기 위해 공을 던지는 것을 말한다. 구종(球種)은 투구의 종류를 말하며, 구질(球質)은 투수의 신체적 특징에 따른 투구의 궤적에 따라 구분되는 공의 종류이다.

## 같이 보기
- 볼링 (크리켓)
- 소프트볼